# Brutus Pedreira
Brutus Dacio Germano Pedreira (Melo, 22 de abril de 1898 – Rio de Janeiro, 25 de agosto de 1964) foi um pianista, ator, professor de música e teatro, crítico, tradutor, diretor e produtor teatral brasileiro. Foi um dos fundadores do moderno teatro brasileiro, quando promoveu o encontro da inovadora dramaturgia de Nelson Rodrigues com a direção de Ziembinski em Vestido de Noiva, peça encenada em 1943 pela companhia de amadores Os Comediantes.

## Família e primeiros anos
Filho do português Joaquim Maria Pedreira Junior e da brasileira Orosia Altina de Medeiros Germano, Brutus Dacio Germano Pedreira, mais conhecido como Brutus Pedreira, nasceu em Melo, no Uruguai, onde seu pai era fotógrafo profissional e vice-cônsul do Brasil.
Como realizou seus primeiros estudos naquela cidade, dominava perfeitamente o idioma espanhol. Em 1913 ingressou no Colégio Militar de Porto Alegre, onde se destacou por merecer nota máxima em todas as disciplinas cursadas, dentre as quais o inglês, o francês e o alemão . Uma grave enfermidade renal obrigou-o a afastar-se definitivamente daquela escola no primeiro semestre de 1916.
Após uma longa temporada na casa da família, em Melo, onde foi restabelecer-se da doença, viveu mais algum tempo em Porto Alegre, onde frequentou o Conservatório de Música. Apesar de não ter concluído seus estudos formais, era muito culto. Além de ser um excelente pianista, talento que se revelou desde muito cedo, Brutus Pedreira dominava vários idiomas, amava a literatura e, muito especialmente, o teatro e o cinema, atividades artísticas a que se dedicou posteriormente.

## Carreira

### Música
No início da década de 1920 já se apresentava como pianista em Porto Alegre .
Provavelmente estabeleceu-se no Rio de Janeiro a partir de 1923, quando sua participação em recitais, festivais e na programação musical das emissoras de rádio começa a ser noticiada nos jornais . Em 1934 passou a lecionar no Conservatório de Música do Distrito Federal, onde eram também professores o compositor e maestro Villa Lobos e outros renomados compositores, como Francisco Mignone e Lorenzo Fernandes . 
Uma enfermidade que lhe afetou as mãos obrigou-o a abandonar o piano e redirecionar sua carreira artística .

### Cinema
Em 1929 participou, como ator, de Barro Humano, filme mudo dirigido por Adhemar Gonzaga. 
No mesmo ano atuou e também foi responsável pela trilha musical no filme, também mudo, Limite, de Mario Peixoto, filme este considerado um marco no cinema nacional..
Em seguida participou, como ator, das filmagens de Onde a Terra Acaba, do mesmo diretor Mario Peixoto, filme que não chegou a ser concluído mas cujos fragmentos preservados foram utilizados, em 2001, no documentário, de mesmo nome, do diretor Sergio Machado.

### Teatro
A história do teatro brasileiro deve muito ao caráter inovador e incentivador de Brutus Pedreira. Foi ator, diretor, professor e destacado produtor cultural no período de 1927 a 1962.
Iniciou no teatro em 1927, participando do Theatro de Brinquedo, grupo modernista de teatro amador criado pelo casal  Eugenya Moreyra e Alvaro Moreyra.
Em 1938 fundou, com Tomás Santa Rosa e Luiza Barreto Leite o grupo amador Os Comediantes, vinculado à Associação dos Artistas Brasileiros, entidade da qual Brutus Pedreira foi Diretor de Teatro a partir de 1940. Ao grupo Os Comediantes se uniram Otavio Graça Mello, Adacto Filho (Artur Pereira de Mello), Jorge de Castro, Celso Kelly e, ainda, vários profissionais liberais, estudantes e funcionários públicos que desejavam atuar como amadores.
A primeira peça encenada por Os Comediantes foi Cosí è si vi Pare, de Luigi Pirandello, traduzida por Brutus Pedreira como A Verdade de cada Um, título depois mudado para Assim é se lhe Parece, mais fiel ao título original. Além de traduzi-la e dirigi-la, Brutus Pedreira também atuou no papel de Laudial .
Graças a Brutus Pedreira foi descoberto o talento de Nelson Rodrigues como dramaturgo e revelado ao público brasileiro o grande diretor polonês Ziembinski. A montagem da peça Vestido de Noiva, realizada em 1943, foi um marco na história da cultura brasileira, revolucionando os padrões do teatro até então encenado no país. Foi Brutus Pedreira quem ensinou português a Ziembinski.
Brutus Pedreira também participou da criação do grupo de teatro experimental Tablado, no início da década de 1950, onde dirigiu a peça Sganarello, de Molière .
Em 1957 Brutus Pedreira é referido na imprensa como coordenador de produção do Teatro Nacional de Comédia, do Serviço Nacional de Teatro, órgão do então Ministério de Educação e Cultura , mas no início do ano seguinte foi levado por Martim Gonçalves para lecionar na Escola de Teatro da Universidade da Bahia,, onde permaneceu, no mínimo,  até 1962 .

### Tradução
Durante as décadas de 1940 e 1950 Brutus Pedreira traduziu, sozinho, ou com colaboradores, diversas peças teatrais, de grandes autores. Doze traduções foram registradas na Sociedade Brasileira de Autores –SBAT e muitas outras lhe foram atribuídas pela imprensa da época em que foram encenadas.
Peças teatrais registradas na SBAT :
Somente em nome de Brutus Pedreira ou Brutus Germano Pedreira:
1. A verdade de cada um, de Luigi Pirandello
2. Um Bonde chamado Desejo, de Tennessee Williams
3. Henrique IV, de Luigi Pirandello
4. Volpone, de Ben Jonson
5. Casa de Bonecas, de Henrink Ibsen
6. Dois a dois, de Georges Neveux
7. As Feiticeiras de Salem, de Arthur Miller
8. Os Interesses criados, de Jacinto Benavente
9. De Repente no Verão Passado, de Tennessee Williams
10. A história de Tobias e Sara, de Paul Claudel

Com Nelson Dantas:
1. Escurial, de Michel de Ghelderode

Com Eugenio Kusnet:
1. O Jubileu, de Anton Tchekov

Com Mario Silva:
1. Liolà, de Luigi Pirandello

Outras mencionadas na imprensa da época :
Somente em nome de Brutus Pedreira:
1. Capricho, de Alfred de Musset
2. A Rainha Morta, de Henry de Montherlant
3. Assim falou Freud, de Anton Cwojdzibski
4. Regresso às 7, de R. C. Sheriff
5. Sganarello, de Molière
6. Na terra como no céu, de Fritz Hochwälder
7. O que Leva Bofetadas, de Leonid Andreiev
8. A Hora da Fantasia, de Aldo Bonacci
9. A Cantora Careca, de Eugene Ionesco
10. Ratos e Homens, de John Steinbeck
11. Seis Personagens à Procura de um Autor, de Luigi Pirandello
12. O Doce Pássaro da Juventude, de Tennessee Williams
13. Não andes nua por aí, de Georges Feydeau
14. On purge le bébé, de Georges Feydeau
15. Os amantes do metrô, de Jean Tardieu

Com Eugenio Kusnet:
1. Ralé, de Maximo Gorki
2. O Inspetor Geral, de Nikolai Gogol
3. Jardim das Cerejeiras, de Anton Tchekov

Com Mario Silva:
1. Barrabbas, de Michel de Ghelderode

Com Octávio Mello Alvarenga:
1. As Três Irmãs, de Anton Tchekov

Livro:
Com Mario Silva:
1. Presidente Vargas, de Paul Frischauer

### Crítica teatral e musical
Brutus Pedreira foi também crítico teatral e musical. Escreveu para a revista Bazar, em 1931  e no período de maio de 1952 a junho de 1954 manteve uma coluna semanal na revista Manchete . Depois, até fevereiro de 1955, escreveu para a Revista da Semana  e, em 1957 teve uma curta participação como crítico de O Semanário .